# 方晏乔
方晏乔（1989年1月18日—），中国女子游泳运动员。
2008年北京奥运会中国体育代表团成员、主攻长距离自由泳。

## 主要成绩
- 2008年 国际泳联公开水域世锦赛 女子10公里马拉松 第12名